# 久保河内健
久保河内 健（くぼごうち まさる、1975年12月11日 - ）は、地方競馬の福山競馬場・弓削和彦厩舎に所属していた元騎手である。勝負服の柄は胴黄・袖紫・緑山形一文字。

## 来歴
1993年3月31日付けで地方競馬騎手免許を取得し、福山競馬場・弓削和彦厩舎からデビュー。同年4月25日第2回福山競馬2日目第1競走アラブ系C2一組条件戦でケイシュウホースに初騎乗（8頭立て4番人気2着）。同年5月4日第2回福山競馬5日目第7競走アラブ系C2十一組条件戦をワイエスドリームに騎乗して優勝（8頭立て1番人気）し、初勝利。
1994年7月24日、第9回全日本新人王争覇戦に出場し優勝。同年、NARグランプリ1994・優秀新人騎手賞受賞。第27回日本プロスポーツ大賞地方競馬新人賞受賞。
1995年、マカオ・タイパ競馬場で行われた第3回マカオ国際見習騎手招待競走に地方競馬代表として出場し、海外初騎乗。
1999年5月16日、第3回福山競馬2日目第5競走アラ系一般C2十五組条件戦をコウギョウシャトルに騎乗して優勝（9頭立て1番人気）し、地方競馬通算500勝達成。
2002年2月25日、第18回福山競馬6日目第8競走アラブ系C2十組条件戦でアトミックダンサーに騎乗（10頭立て1番人気7着）したのを最後に引退した。
地方通算成績は4963戦739勝・2着613回・3着620回・勝率14.9%・連対率27.2%。

## 主な騎乗馬
- スイセイリンボー（1994年クイーンカップ）
- タッチアップ（1995年西日本アラブダービー、1996年福山桜花賞・福山菊花賞、1997年福山大賞典）
- ヨシゼントップ（1997年鞆の浦賞）
- ミヤノウイナー（1998年園田・益田・福山交流特別）
- ミナミセンプウ（1998年金杯）
- モナクロマン（1999年クイーンカップ・福山4歳牝馬特別）
- マルサンダイオー（1999年鞆の浦賞・アラブ王冠）
- ダイホーマ（2000年園田・益田・福山交流特別）
- ノア（2002年新春賞）